# E lasciatemi divertire!
E lasciatemi divertire!, conosciuta anche come E lasciatemi divertire! (Canzonetta) oppure Lasciatemi divertire è una poesia scritta da Aldo Palazzeschi nel 1910. Fa parte della raccolta L'incendiario, sezione I.
Si tratta di un'enunciazione provocatoria e impertinente della poetica anarchica palazzeschiana.

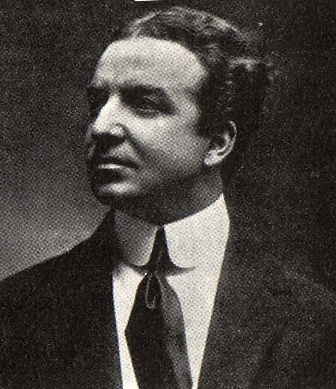
Aldo Palazzeschi

Il poeta si diverte a comporre delle sequenze sonore completamente senza senso, spacciandole per poesia, in modo da provocare i lettori.

## Analisi del testo

### La poesia come insensata glossolalia
Nel testo si trovano due parti: i vocalizzi del poeta, pure performances sonore, nelle quali sarebbe fatica sprecata cercare un senso qualsiasi e una parte discorsiva e provocatoria. Palazzeschi, dunque, scredita a tal punto la lirica da ridurla ad una insensata glossolalia, ovvero le sillabe che pronunciano i neonati per divertimento.
Anche gli adulti, talvolta, vi ricorrono per richiamare per esempio, la melodia di una canzone.

### Il poeta come "disturbatore della quiete pubblica"
Nel testo di Palazzeschi si evidenzia la sua critica alla poesia contemporanea e alla società moderna.
In particolar modo:
- Declino della poesia: la poesia ha perso il suo valore nella società moderna, perché ritenuta poco produttiva ed inutile in una società tecnocratica come quella del '900.
- Critica alla società: la società è criticata per essere vuota e materialista, più interessata al consumo che all'arte.
- Rivolta anarchica: La poesia anarchica vista come forma di ribellione contro il conformismo e l'indifferenza della società.
- Ruolo del poeta: il poeta deve essere un provocatore, simile al fool shakespeariano, che sfida e critica il potere con ironia.

### La morte della poesia
Palazzeschi critica la poesia contemporanea, considerandola morta e ridotta a semplici suoni e giochi di parole privi di significato, lontani dalla vera essenza lirica. Sostiene che la società borghese ha abbandonato la poesia, portando alla sua decomposizione, e questa morte della poesia riflette anche la decadenza dell'umanità.